# Lünersee
Der Lünersee, ein alter Bergsee, der durch eine Staumauer zum Stausee wurde, ist einer der größten Seen im österreichischen Bundesland Vorarlberg. Er liegt in der Gemeinde Vandans. Sein Pumpspeicherkraftwerk, das Lünerseewerk, war mit seiner Leistung von anfangs 225 MW lange Zeit das leistungsstärkste Pumpspeicherkraftwerk der Welt.

## Beschreibung
Sein Wasserspiegel liegt bei Vollstau auf einer Höhe von 1970 m ü. A. am Fuße des Seekopfs und der Schesaplana. Nachdem das Land Vorarlberg bereits 1920 mit Abdichtungsarbeiten am Seegrund begonnen hatte, vergrößerte die Vorarlberger Illwerke AG das Speichervolumen des Sees 1959 mit einer Staumauer.
Das Wasser wird von der illwerke vkw AG zur Stromerzeugung im Lünerseewerk genutzt. Da die natürlichen Zuflüsse mehr als fünf Jahre benötigen, um das nutzbare Volumen des Sees einmal zu füllen, wurde das Lünerseewerk als Pumpspeicherkraftwerk gebaut. Um das Schmelzwasser des Brandner Gletschers für die Speisung des Stausees nutzen zu können, wurde ab 1957 der 1,35 km lange Totalpstollen gebaut. Er durchquert dabei den Zirmenkopf und entwässert in den Totalpsee am Fuße der Totalphütte, der wiederum in den Lünersee fließt. Das abgearbeitete Wasser des Lünersees wird im Staubecken Latschau zwischengespeichert und von dort in die Kraftwerke Rodund I und II weitergeleitet oder in ihn zurückgepumpt.
Seit 2017 ist das Rellswerk, ein weiteres Pumpspeicherkraftwerk, in Betrieb. Dieses ist an die Druckwasserführung Lünersee–Lünerseewerk angeschlossen und erhöht den Zufluss zum Lünersee um rund 17 Mio. m³/a.
Der Nutzinhalt des Lünersees beträgt 78,3 Mio. m³ (Wasseroberfläche bei Vollstau 1,55 km²). Dies entspricht etwa 262 Mio. kWh an gespeicherter Energie. Das nutzbare Volumen des Sees würde bei voller Leistung des Lünerseewerks im Turbinenbetrieb (Durchfluss 27,5 m³/s) knapp 33 Tage reichen. Das Auffüllen des nutzbaren Volumens, wozu die natürlichen Zuflüsse über fünf Jahre benötigen, würden die Pumpen des Werks in gut 40 Tagen schaffen.
Die Wassertiefe beträgt bei Vollstau 139 Meter.
Das Gebiet um den See bildet den Talabschluss des Brandnertals, der nur über schmale Steige oder die Lünerseebahn vom Gebiet Schattenlagant aus erreichbar ist. Deshalb liegt das Gebiet um den Lünersee (auch die Totalp), obwohl es geografisch zum Brandnertal gehört, auf dem Gemeindegebiet von Vandans. Die Alpflächen am See werden seit jeher aus dem Rellstal bestoßen, da die teils felsigen Steige aus dem Brandnertal zum Lünersee für Großvieh praktisch unpassierbar sind.
Direkt bei der Bergstation an der Staumauer steht die Douglasshütte, die unter anderem als Jausen- und Übernachtungsmöglichkeit für Wanderer dient. Sie ist ein 1960 fertiggestelltes Ersatzgebäude für einen Vorgängerbau aus dem Jahr 1870, dessen auf der Halbinsel auf 1969 m Seehöhe gelegener Platz beim ersten Vollstau überflutet wurde.
2013 wurden die technischen Einrichtungen des Stauwerks am Lünersee und die Verbindungsleitungen zum Lünerseewerk saniert. Unter anderem war ein Tausch der verschlissenen Drosselklappen nötig, wozu der Seespiegel um über 80 m abgesenkt wurde. Im Zuge vorgeschriebener, turnusmäßiger Wartungsarbeiten an Staumauer und Absperrorganen wurde das Wasser im Frühjahr 2025 erneut abgelassen, wonach sich nur noch etwa ein Sechstel der Vollstau-Wassermenge im See befand.

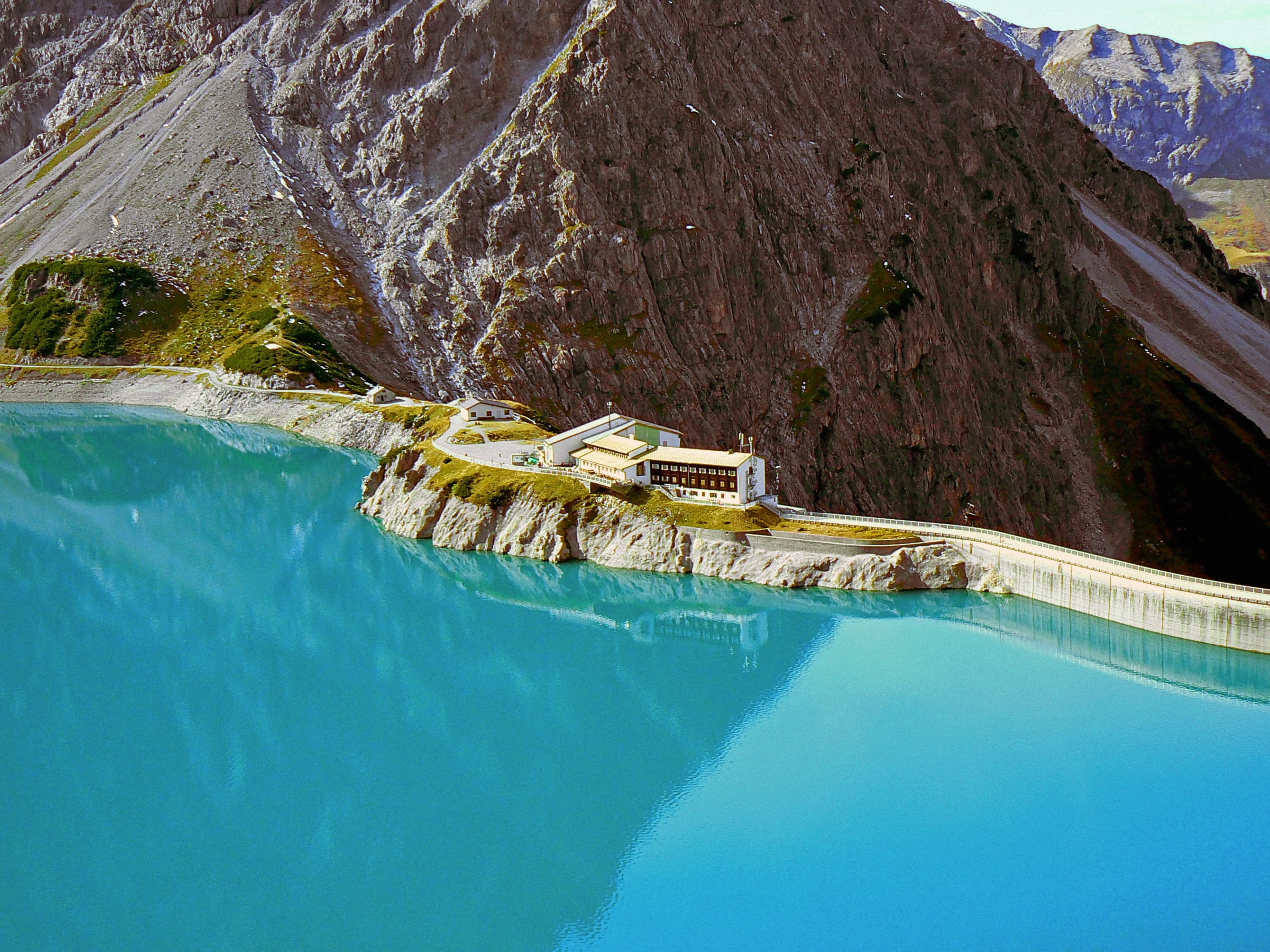
Direkt am Lünersee gelegen: Douglasshütte und Bergstation der Lünerseebahn auf dem Seebord. Rechts vor den Gebäuden der Überlauf des Stausees.

## Technische Daten für den Kraftwerksbetrieb
- Nutzinhalt des Lünerseespeichers: 78,3 Mio m³
- Energieinhalt des Lünerseespeichers: 262,16 Mio. kWh
- Stauziel 1970,47 m ü. A. (L 1006)
- Betriebsschwerpunkt 1947,47 m ü. A.
- Speicherschwerpunkt 1939,30 m ü. A.
- Absenkziel 1897,47 m ü. A.[9]
- Zufluss[10]
  - natürlicher Zufluss im Mittel: 15,1 Mio. m³/Jahr
  - Zufluss aus Oberwasserführung der Rodundwerke: 63,2 Mio. m³/Jahr
- erster Vollstau 1959

## Trivia
Der Lünersee wurde bei der ORF-Sendung „9 Plätze – 9 Schätze“ im Oktober 2019 zum schönsten Platz in ganz Österreich gekürt.